# ドリス・ミラー

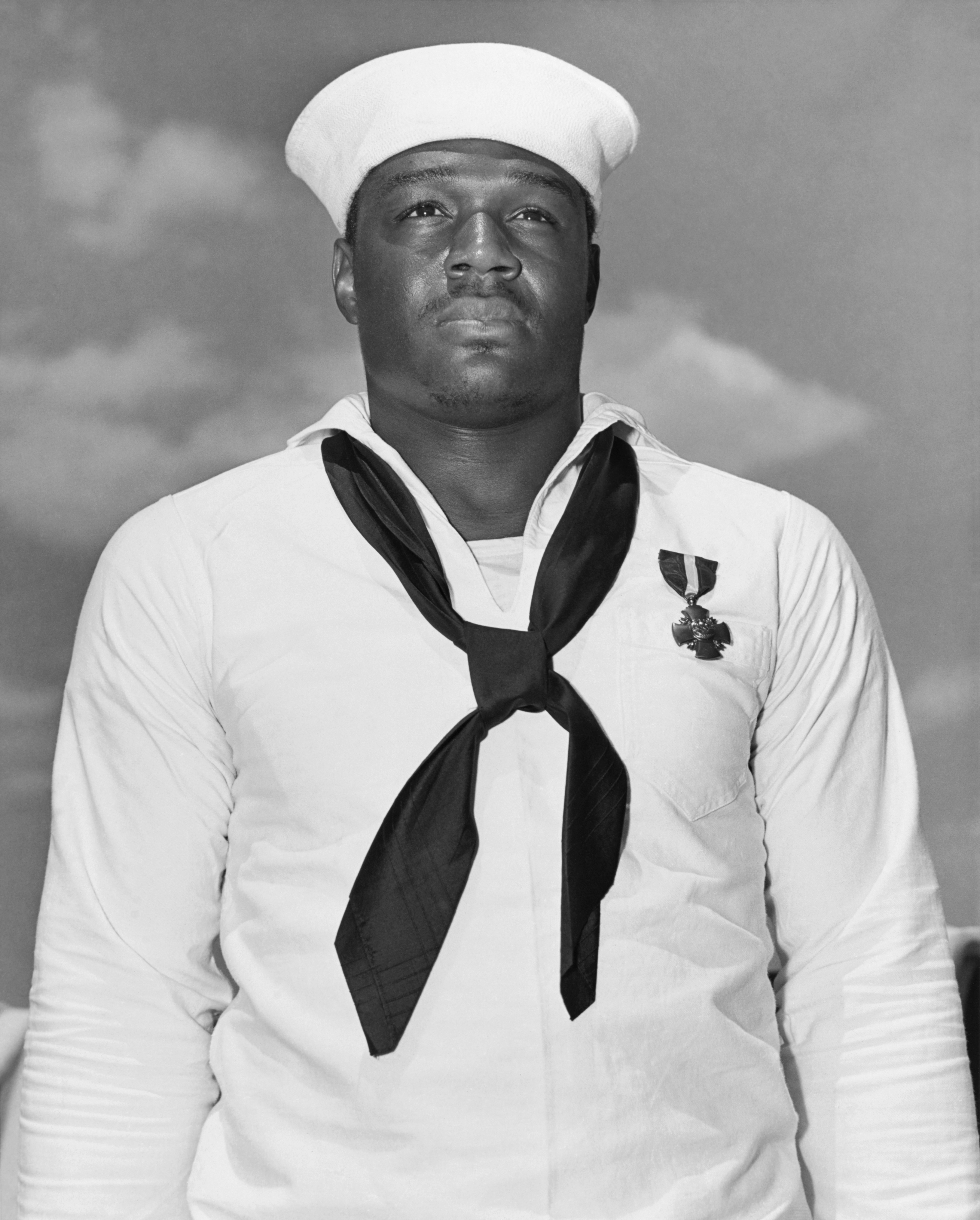
海軍十字章を着けたドリス・ミラー

ドリス・ミラー (Doris "Dorie" Miller, 1919年10月12日 - 1943年11月24日) は、アメリカ海軍の軍人。アフリカ系アメリカ人の炊事兵で、1941年12月7日の真珠湾攻撃の英雄的行動で有名である。アフリカ系アメリカ人として初めて、海軍十字章を受章した。海軍十字章は当時のアメリカ海軍において名誉勲章、海軍殊勲章に次ぐ3番目に高位の勲章であった（現在海軍十字章は海軍殊勲章より高位の勲章である）。
2020年1月18日、アメリカ海軍はジェラルド・R・フォード級航空母艦4番艦（艦番号：CVN-81、2023年起工・2028年進水予定）をドリス・ミラーと命名すると発表した。

## 生い立ちおよび経歴

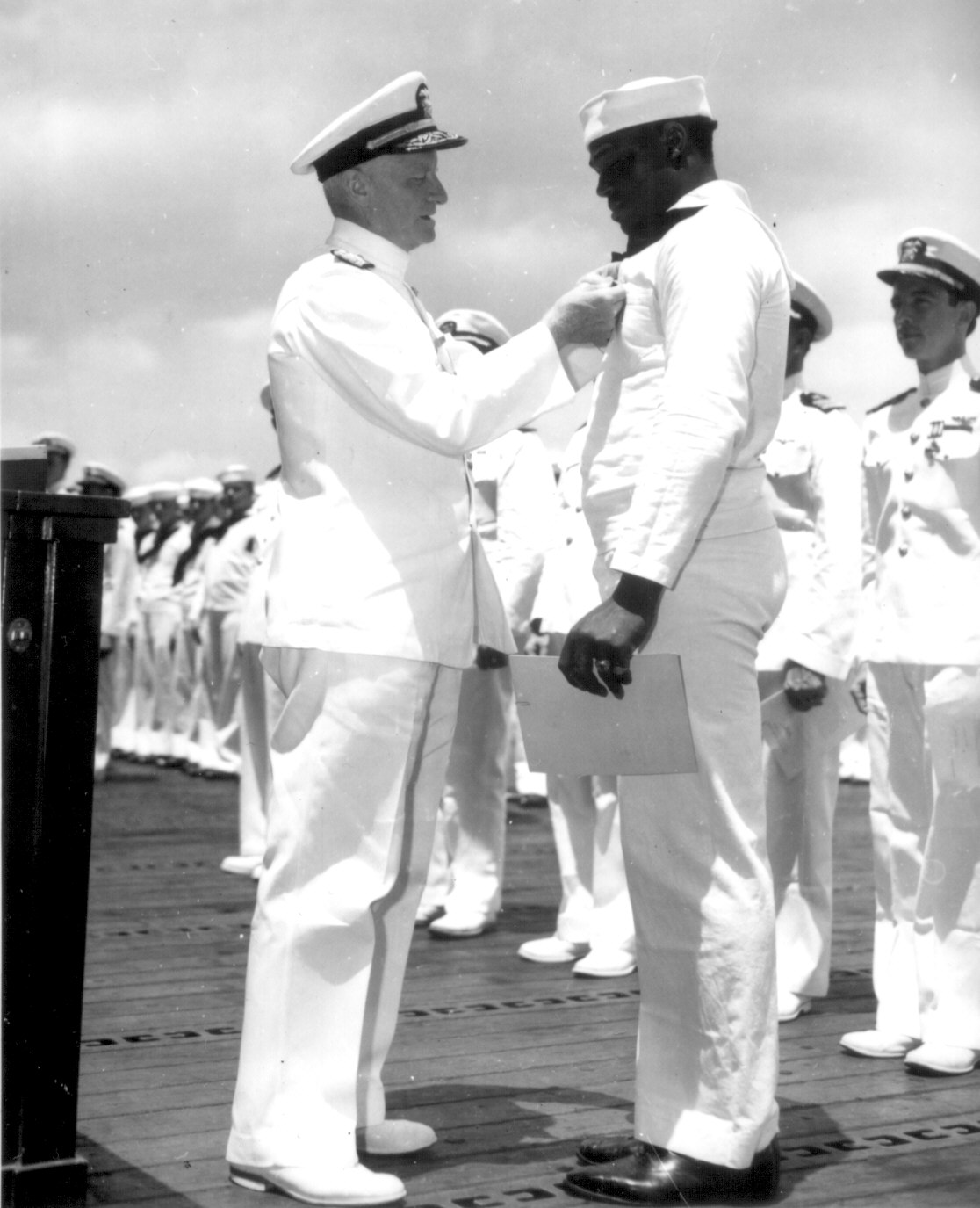
チェスター・ニミッツから海軍十字章を受けるドリス・ミラー。

ミラーは1919年10月12日にテキサス州ウェーコで、コネリー・ミラーおよびヘンリエッタの間に生まれた。4人兄弟の3番目で、愛情に包まれた家庭の中で成長した。兄弟とともに遊ぶのを楽しみとし、思慮深い子供であった。外で遊ぶのと同じく、家庭では料理や洗濯の手伝いを行った。
ミラーはA・J・ムーア高校に進学し、成績良好な生徒であるとともに、フットボールチームのクォーターバックであった。友人たちはミラーをその体格（身長5フィート9インチ：約175センチ、体重200ポンド以上：約90キログラム）から「レイジング・ブル（猛牛）」と呼んだ。
1939年9月に海軍に入隊するまでは、父親の農場で働いた。バージニア州ノーフォークの海軍訓練基地での訓練後、ミラーは給兵艦パイロ (USS Pyro, AE-1) に配属され、その後1940年1月2日に戦艦ウェストバージニア (USS West Virginia, BB-48) に転属となった。ウェストバージニアでは、艦のボクシング・チャンピオンとなった。同年7月、戦艦ネバダ (USS Nevada, BB-36) に一時転属となり、副砲の操作を学んだ。1941年8月3日にウェストバージニアに再び配属された。

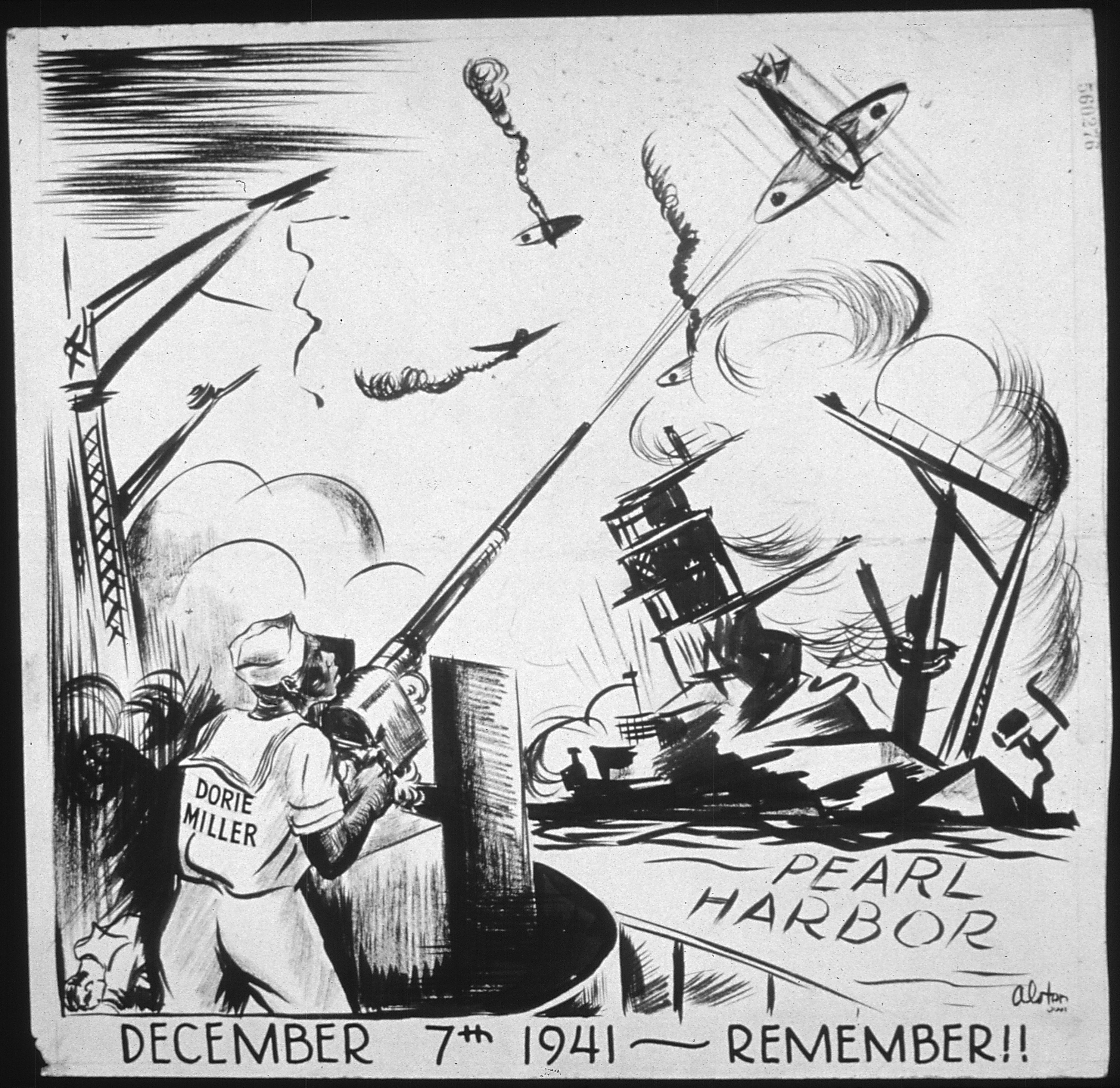
真珠湾で日本軍を迎撃するミラーのイラスト

1941年12月7日の真珠湾攻撃時、ミラーは06:00に起床した。総員配置が告げられた時には、洗濯物の回収を行っていた。日本軍の襲来の際に死亡した水兵に代わって、射撃訓練を受けていない対空機銃座に座り、日本軍機を少なくとも1機を撃墜したと語っている。その功績により海軍十字章が贈られた。同章の受章はアフリカ系米国人として初。
その後護衛空母リスカム・ベイに3等コックとして乗船し、ガルヴァニック作戦に参加した。タラワの戦い後の1943年11月24日、南太平洋ギルバート諸島に於いて日本海軍の伊号第一七五潜水艦の攻撃をうけ、同艦の沈没時に戦死。

## 賞罰
- 海軍十字章
- パープルハート章